# 野鹿池山
野鹿池山（のかのいけやま）は、徳島県三好市（旧・三好郡山城町）の南に位置し、高知県長岡郡大豊町との県境にある標高1,294.37mの山である。

## 地理・概要
大豊町側は国有林で、山城町側は、町有林である。山頂より山城町側に少し下ると、野鹿池山の語源となる池（現在では、ほとんど潅木が茂り、一部に湿原が残る）があり、その近くに野鹿池神社がある。
山頂には三等三角点、「糠池」が設置されている。

## ギャラリー

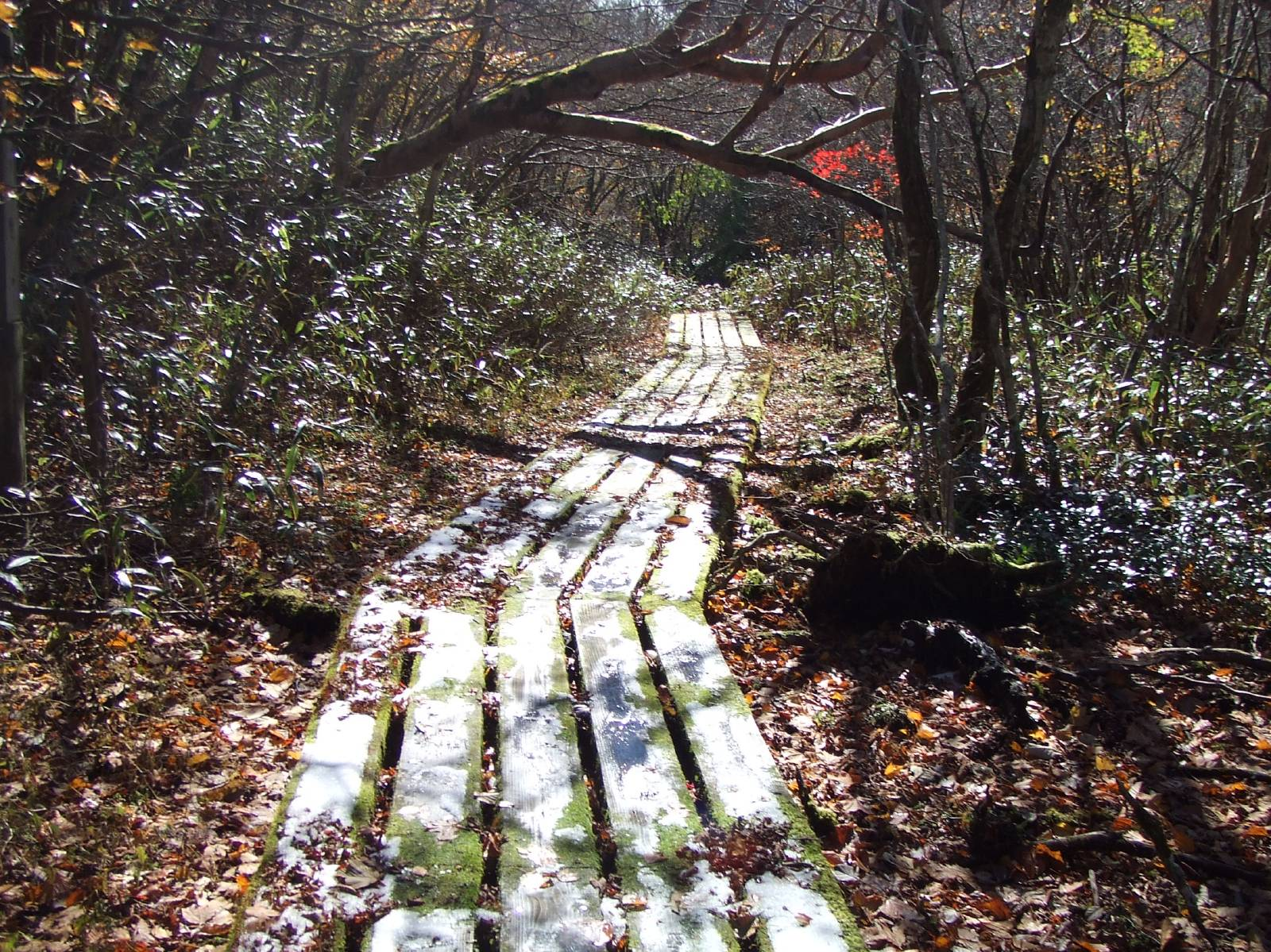
野鹿池は木道で
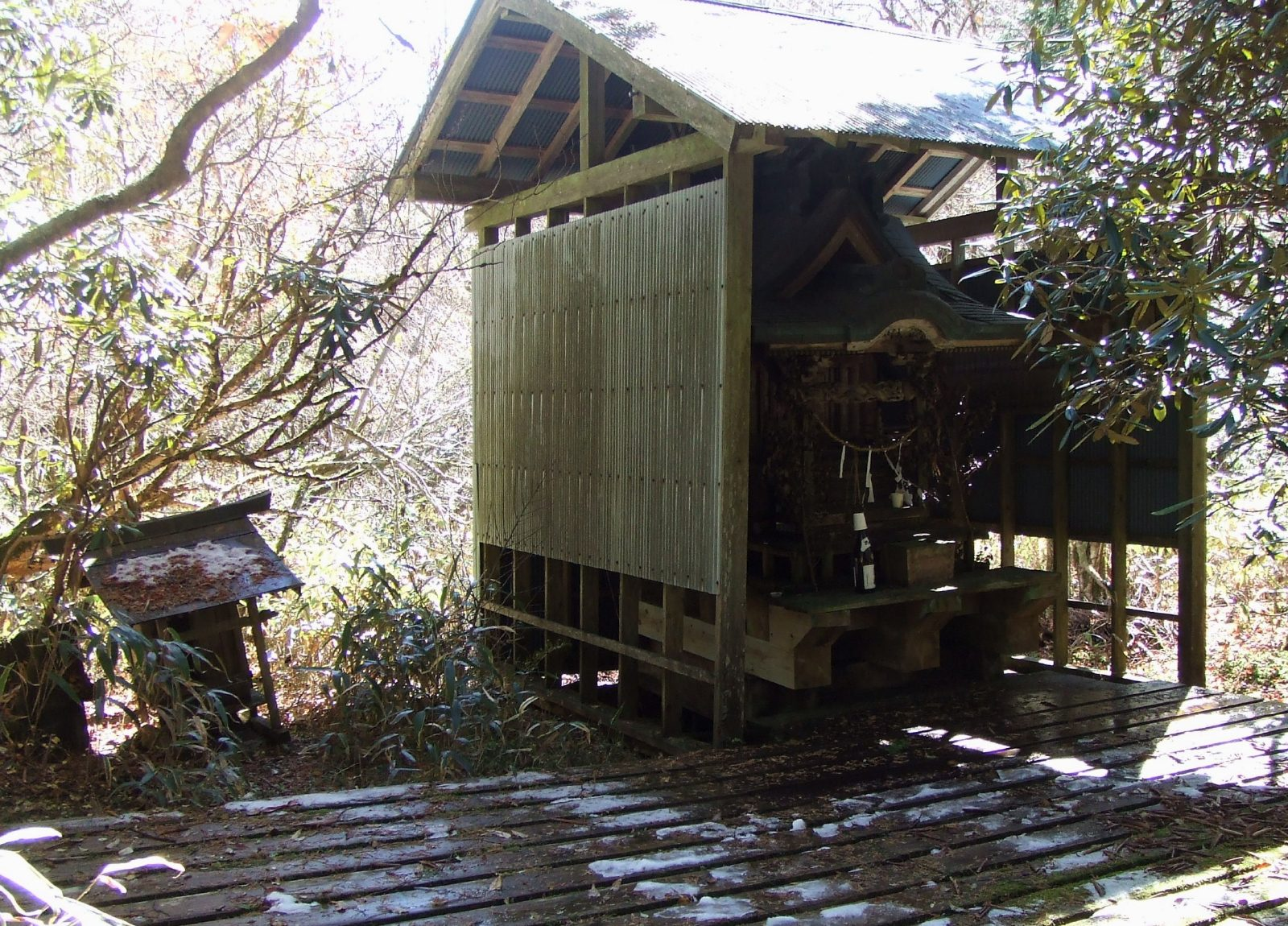
野鹿池神社
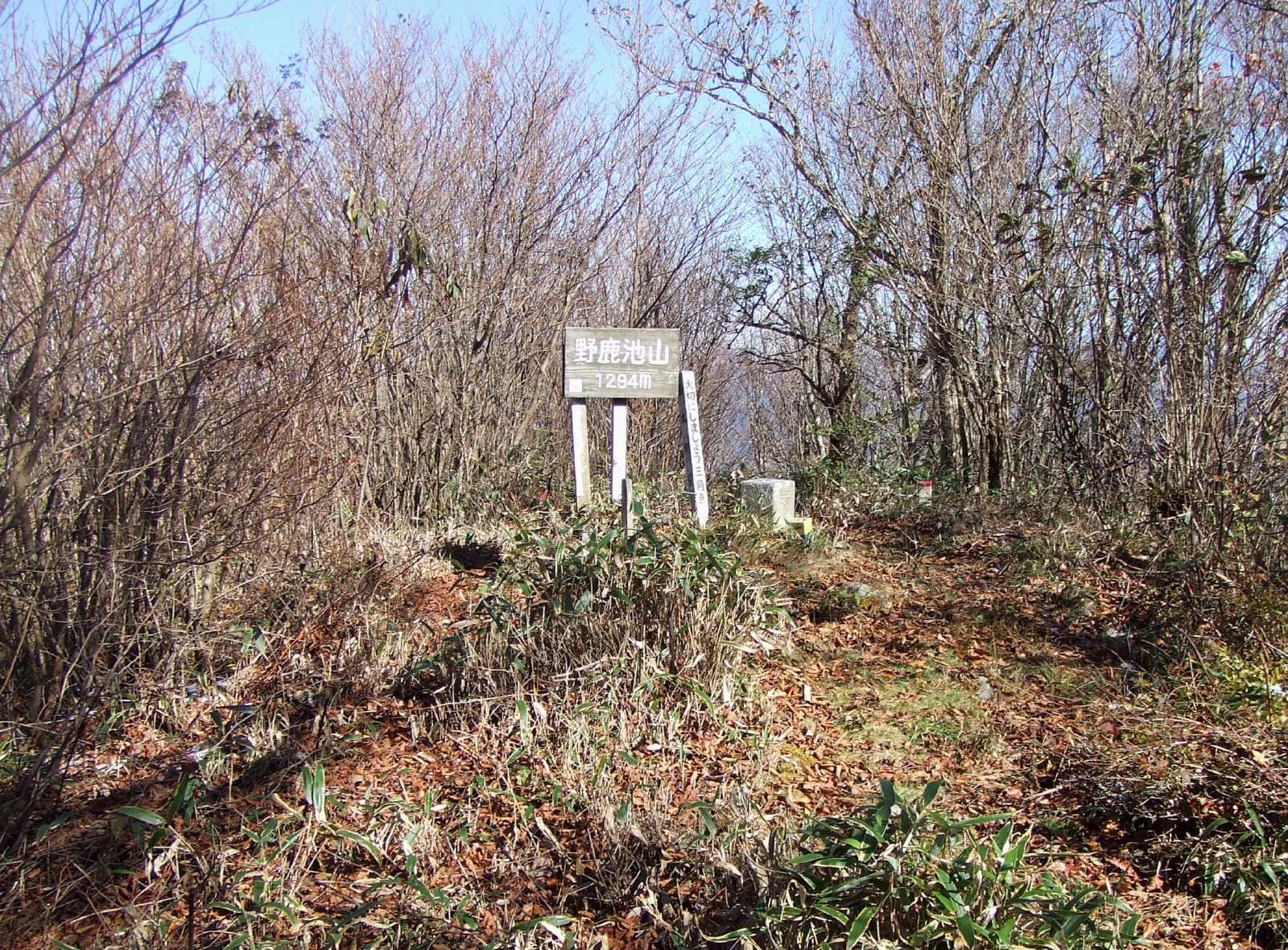
東峰頂上には三角点
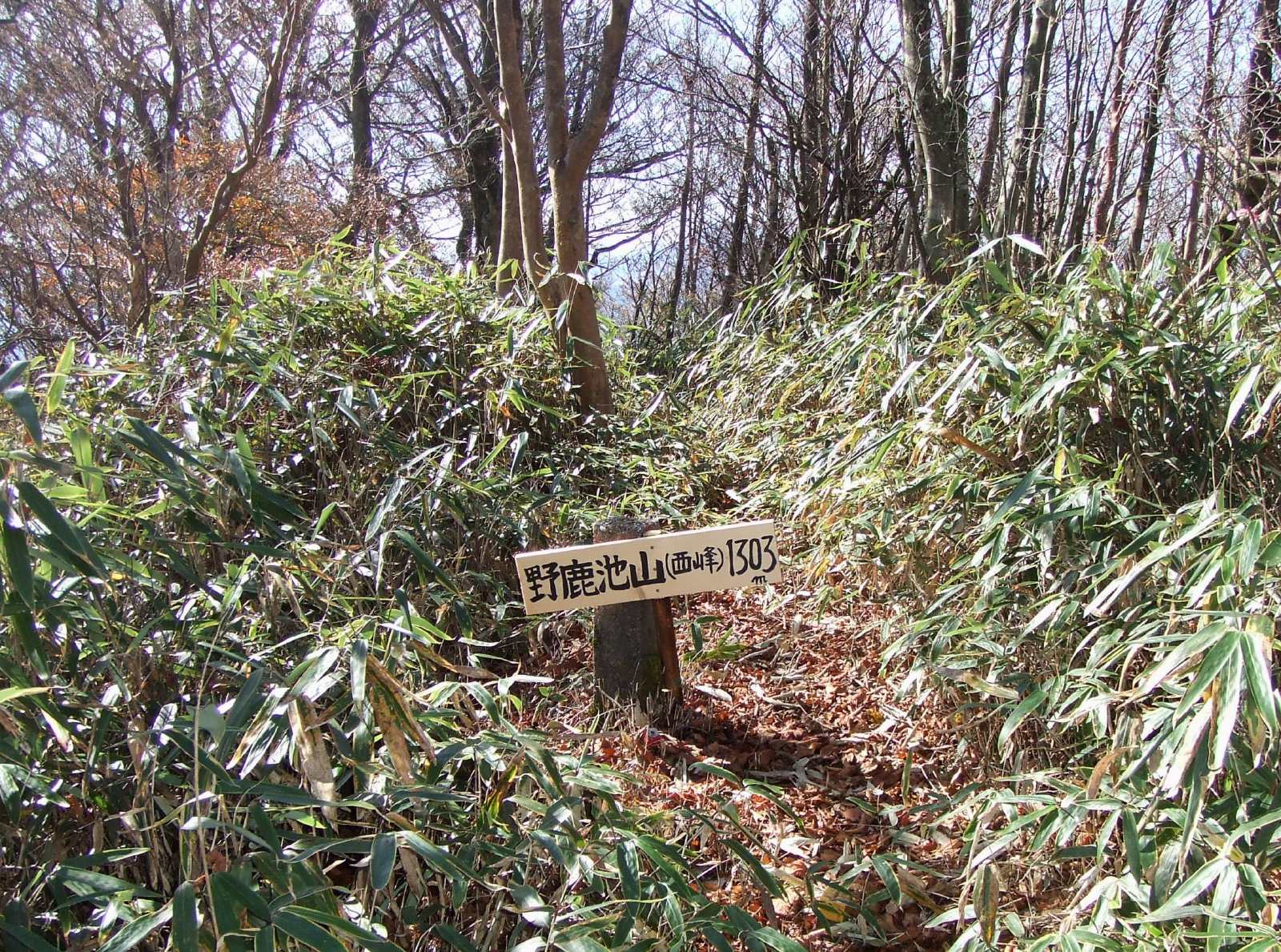
西峰頂上

## アクセス
- JR土讃線「阿波池田駅」下車、四国交通バス祖谷線「平」（終点）下車、徒歩2時間。
- JR土讃線「大歩危駅」下車、車で50分。